# Eddy Lejeune
Pour les articles homonymes, voir Lejeune.
Eddy Lejeune est un pilote belge de moto pratiquant la discipline du trial, né le 4 avril 1961 à Verviers en Belgique. Il remporte notamment trois titres de champion du monde, en 1982, 1983 et 1984 et sept titres de champion de Belgique de 1980 à 1986.

## Biographie
Eddy Lejeune a suivi les traces de son frère aîné Jean Marie Lejeune qui a été champion de Belgique de trial en 1974, 1977 et 1978. Il commence comme débutant sur une Honda et, après avoir impressionné au niveau des jeunes, il signe comme pilote d'usine chez Honda. en 1979 à l'âge de 17 ans.
En 1980, il remporte son premier titre belge et se classe 4e au Championnat du Monde FIM de Trial, remportant sa première manche de championnat du monde à domicile lors de la manche belge. 1981 est un autre titre belge et un autre 4e place au championnat du monde pour le jeune belge.
Eddy Lejeune s'adjuge le championnat du monde en 1982 en remportant 8 victoires et 3 podiums tout au long de la saison, conservant également son titre belge. Il conserve son titre aux niveaux mondial et national au cours des saisons 1983 et 1984 en roulant toujours chez Honda et en remportant huit manches du championnat du monde en 1983 et six en 1984.
La saison 1985 a été une bataille pour le titre entre Lejeune et le pilote d'usine Fantic Thierry Michaud. Lejeune remporte les manches belges et autrichiennes et monte sur le podium à 8 des 10 autres manches, mais termine la saison à la 2e place derrière le Français. La saison 1986 voit une autre bataille non seulement avec Michaud mais avec son propre coéquipier chez Honda Steve Saunders. Après avoir partagé presque toutes les victoires et les podiums entre eux, tout s'est joué à la dernière manche en Finlande. Lejeune a une journée difficile en terminant 13e alors que ses rivaux Michaud et Saunders prennent les 1ère et 3e places de la manche et les 1ère et 2e places au championnat. La saison 1987 n'ayant pas produit les résultats habituels du pilote belge (9e place au niveau mondial), Honda décide de ne pas renouveler son contrat à la fin de la saison.
Ignacio Bulto, fils du fondateur de Bultaco, Paco Bulto, qui lance à cette époque sa nouvelle gamme de motos de trial Merlin signe  Lejeune pour la saison 1988. Eddy Lejeune termine à une honorable 6e place du championnat avec des podiums au Luxembourg et en Belgique, mais Merlin se retire en fin de saison. Lejeune est engagé par Montesa pour les saisons 1989 et 1990 puis arrête la compétition de haut niveau à la fin de la saison 1990.
Durant sa carrière, Eddy Lejeune a remporté 33 manches du championnat du monde de trial et accédé à un total de 60 podiums de ce championnat (1ères, 2es et 3es places).
En 1998, il a un grave accident de la route qui l'a laissé avec des blessures à la tête dont il souffre encore aujourd'hui.

## Résultats aux championnats du monde de Trial
| Année | Course                 | Machine | Rd 1   | Rd 2   | Rd 3  | Rd 4   | Rd 5   | Rd 6  | Rd 7   | Rd 8  | Rd 9   | Rd 10  | Rd 11  | Rd 12  | Points | Pos | Notes                  |
| ----- | ---------------------- | ------- | ------ | ------ | ----- | ------ | ------ | ----- | ------ | ----- | ------ | ------ | ------ | ------ | ------ | --- | ---------------------- |
| 1979  | FIM World Championship | Honda   | IRL -  | GBR -  | BEL - | NED -  | SPA -  | FRA - | CAN 10 | USA 9 | ITA -  | SWE 6  | FIN -  | CZE 7  | 12     | 15e |                        |
| 1980  | FIM World Championship | Honda   | IRL -  | GBR 10 | BEL 1 | SPA 8  | AUT 1  | FRA 4 | SWI 1  | GER 6 | ITA 7  | FIN 7  | SWE 3  | CZE 5  | 86     | 4e  |                        |
| 1981  | FIM World Championship | Honda   | SPA 2  | BEL 1  | IRL 1 | GBR 6  | FRA 6  | ITA 4 | AUT -  | USA 6 | FIN 7  | SWE 6  | CZE 6  | GER 5  | 85     | 4e  |                        |
| 1982  | FIM World Championship | Honda   | SPA 1  | BEL 1  | GBR 2 | ITA 1  | FRA 2  | GER 1 | AUT 1  | CAN 3 | USA 1  | FIN 1  | SWE 1  | POL 4  | 162    | 1er | Champion du monde      |
| 1983  | FIM World Championship | Honda   | SPA 4  | BEL 1  | GBR 1 | IRL 1  | USA 3  | FRA 5 | AUT 1  | ITA 1 | SWI 1  | FIN 1  | SWE 2  | GER 1  | 156    | 1er | Champion du monde      |
| 1984  | FIM World Championship | Honda   | SPA 2  | BEL 1  | GBR 4 | IRL 1  | FRA 1  | GER 3 | USA 2  | CAN 1 | AUT 3  | ITA 1  | FIN 1  | SWE 2  | 214    | 1er | Champion du monde      |
| 1985  | FIM World Championship | Honda   | SPA 3  | BEL 1  | GBR 2 | IRL 2  | FRA 6  | USA 3 | AUT 1  | POL 2 | FIN 2  | SWE 2  | SWI 2  | GER 4  | 195    | 2e  | Vice-champion du monde |
| 1986  | FIM World Championship | Honda   | BEL 1  | GBR 6  | IRL 2 | SPA 1  | FRA 4  | USA 3 | CAN 1  | GER 3 | AUT 2  | ITA 1  | SWE 4  | FIN 13 | 183    | 3e  |                        |
| 1987  | FIM World Championship | Honda   | SPA -  | BEL 6  | SWE 4 | IRL 3  | GER -  | FRA - | USA -  | AUT 8 | ITA 12 | CZE 8  | SWI 6  | SWE 4  | 81     | 9e  |                        |
| 1988  | FIM World Championship | Merlin  | SPA 10 | GBR 6  | IRL 9 | LUX 3  | GBR 7  | AUT - | FRA 5  | BEL 2 | ITA 7  | SWE 12 | FIN 6  | POL 6  | 108    | 6e  |                        |
| 1989  | FIM World Championship | Montesa | GBR 10 | IRL 12 | ITA 7 | USA 11 | CAN 10 | FRA 9 | SWI -  | SPA - | AUT 15 | CZE 10 | GER 14 | LUX 5  | 57     | 10e |                        |
| 1990  | FIM World Championship | Montesa | IRL -  | GBR -  | USA - | CAN -  | BEL 12 | GER - | SWE -  | FIN - | SPA -  | ITA -  | POL -  | SWI -  | 4      | 25e |                        |